# Steven T. Seagle
 (novembre 2023).
Pour les articles homonymes, voir Seagle.
Steven T. Seagle, né le 31 mars 1965, est un scénariste de comics américain. Il signe également sous le nom de Steve Seagle.

## Biographie
Steven T. Seagle naît le 31 mars 1965 à Colorado Springs. En 2000, il fonde avec Joe Casey, Joe Kelly et Duncan Rouleau le studio Man of Action. Le studio produit alors Ben 10 puis Generator Rex. Il a créé le programme Zak Storm aimé par 93% des spectateurs[réf. nécessaire].

## Œuvre

### Albums publiés en français
- C'est un oiseau, scénario de Steven T. Seagle, dessins de Teddy Kristiansen, Panini Comics, collection Vertigo Graphic Novel, 2010  (ISBN 978-2-80941-406-6)
- La Maison des secrets, scénario de Steven T. Seagle, dessins de Teddy Kristiansen, Le Téméraire, collection Vertigo

1. Fondation, 1998  (ISBN 2-84399-003-3)
2. Élévation, 1999  (ISBN 2-84399-053-X)

- American Virgin, scénario de Steven T. Seagle, dessins de Becky Cloonan, Panini Comics, collection 100 % vertigo

1. Tête, 2008  (ISBN 978-2-8094-0298-8)

- Planète Comics, Semic, collection Image

5. Grifter & The Mask, scénario de Steven T. Seagle, dessins de Luciano Lima, 1998
- Superman, Semic, collection DC

7. La Chute d'un dieu - Prologue, scénario de Steve Seagle, dessins de Scott McDaniel, 2004

### Albums publiés en anglais
- House of Secrets, scénario de Steven T. Seagle, DC Comics, collection Vertigo

1. Foundation (1), dessins de Teddy Kristiansen, 1996
2. Foundation (2), dessins de Teddy Kristiansen, 1996
3. Foundation (3), dessins de Teddy Kristiansen, 1996
4. Foundation (4), dessins de Teddy Kristiansen, 1997
5. Foundation (Epilogue), dessins de Teddy Kristiansen, 1997
7. Blueprint: Elevation A, dessins de Teddy Kristiansen, 1997
8. The Road to you: Getting there (1), dessins de Teddy Kristiansen, 1997
9. The Road to you: getting there (2), dessins de Christian Hojgaard, 1997
10. The Road to you: getting there (3), dessins de Christian Hojgaard, 1997
11. The Book of Law (1), dessins de Dean Ormston, 1997
12. The Book of Law (2), dessins de Guy Davis,1997
13. The Book of Law (3), dessins de Teddy Kristiansen, 1997
14. The Book of Law (4), dessins de Teddy Kristiansen, 1997
15. The Book of Law (5), dessins de Christian Hojgaard, 1997
16. The Book of Law : Epilogue, dessins de D'Israeli, 1998
17. The Road to you: Leaving there (1), dessins de Teddy Kristiansen, 1998
18. The Road to you: Leaving there (2), dessins de Teddy Kristiansen, 1998
19. The Road to you: Leaving there (3), dessins de Teddy Kristiansen, 1998
20. Other Rooms, dessins de The Pander Brothers,1998
21. Basement (1), dessins de Teddy Kristiansen, 1998
22. Basement (2), dessins de Teddy Kristiansen, 1998
23. Basement (3), dessins de Teddy Kristiansen, 1998
24. Attic, dessins de Teddy Kristiansen, 1998
25. Blueprint: Elevation B, dessins de Teddy Kristiansen, 1998
- American Virgin, scénario de Steven T. Seagle, dessins de Becky Cloonan, DC Comics, collection Vertigo

1. Head 1/4, 2006
2. Head 2/4, 2006
3. Head 3/4, 2006
4. Head 4/4, 2006
5. Going down 1/5, 2006
6. Going down 2/5, 2006
7. Going down 3/5, 2006
8. Going down 4/5, 2006
9. Going down 5/5, 2007
10. Wet 1/5, 2007

- Voodoo - Zealot: Skin Trade , scénario de Steven T. Seagle, dessins de Michael Lopez, Image Comics, collection Wildstorm, 1995
- Alpha Flight, scénario de Steven T. Seagle, Marvel Comics

0. Vows, dessins d'Anthony Winn, 1997
1. Horoscope, dessins de Scott Clark, 1997
2. Fighting the masters, dessins de Scott Clark, 1997
3. Bury your dead, dessins de Scott Clark, 1997
4. Mesmerized 1/2, dessins de Scott Clark et Martin Egeland, 1997
5. Mesmerized 2/2, dessins de Scott Clark et Brian Denham, 1997
6. Wildlife, dessins de Bryan Hitch et Paul Neary, 1998
7. Insides, dessins de Scott Clark, 1998
8. The Weapon X Files, dessins de Scott Clark, 1998
9. North & South, dessins de Roger Cruz, 1998
10. Small Sacrifices, dessins d'Anthony Winn, 1998
11. Microcosm, dessins d'Ariel Olivetti, 1998
12. H, dessins de Duncan Rouleau, 1998
13. Floor 13, dessins de Duncan Rouleau, 1998
14. Reflection, dessins de Duncan Rouleau, 1998
15. Congregation, dessins de Duncan Rouleau, 1998
16. Redemption, dessins de Duncan Rouleau, 1998
17. Tokyo Takedown, dessins de Duncan Rouleau, 1998
18. Alpha : Omega 1/3, dessins de Duncan Rouleau et Andy Smith, 1999
19. Alpha : Omega 2/3, dessins de Duncan Rouleau, 1999
20. Alpha : Omega 3/3, dessins de Duncan Rouleau, 1999

- The Crusades, scénario de Steven T. Seagle, dessins de Kelley Jones, DC Comics, collection Vertigo

1. The Crusades 1, 2001
2. The Crusades 2, 2001
3. The Crusades 3, 2001
4. The Crusades 4, 2001
5. The Crusades 5, 2001
6. The Crusades 6, 2001
7. The Crusades 7, 2001
8. The Crusades 8, 2001
9. The Crusades 9, 2002
10. The Second Crusade 1, 2002
11. The Second Crusade 2, 2002
12. The Second Crusade 3, 2002
13. The Third Crusade 1, 2002
14. The Third Crusade 2, 2002
15. The Third Crusade 3, 2002
16. The Third Crusade 4, 2002
17. The Third Crusade 5, 2002
18. The Fourth Crusade 1, 2002
19. The Fourth Crusade 2, 2002
20. The Fourth Crusade 3, 2002

- Deathblow, Image Comics

16. Wildstorm Rising chapter 6, scénario de Steve Seagle, dessins de Trevor Scott, 1995
- Grifter, scénario de Steve Seagle, DC Comics, collection Wildstorm

1. Wildstorm Rising chapter 5, dessins de Ryan Benjamin, 1995
2. Book two, dessins de Ryan Benjamin, 1995
3. Book three, dessins de Ryan Benjamin, 1995
4. Book four, dessins de Ryan Benjamin et Randy Green, 1995
5. Book five, dessins de Randy Green, 1995
6. Book six, dessins de Cedric Nocon, 1995
7. Book seven, dessins de Ryan Benjamin, 1995
8. Book eight, dessins de Ryan Benjamin, 1996
9. Book nine, dessins de Cedric Nocon, 1996
10. Book ten, dessins de Roy Allan Martinez, 1996

- Sandman Mystery Theatre, DC Comics, collection Vertigo

13. The Vamp (1), scénario de Steve Seagle, dessins de Guy Davis, 1994
15. The Vamp (3), scénario de Steve Seagle, dessins de Guy Davis, 1994
17. The Scorpion (1), scénario de Steve Seagle, dessins de Guy Davis, 1994
19. The Scorpion (3), scénario de Steve Seagle, dessins de Guy Davis, 1994
21. Dr. Death (1), scénario de Steve Seagle, dessins de Guy Davis, 1994
23. Dr. Death (3), scénario de Steve Seagle, dessins de Guy Davis, 1995
25. Night of the Butcher (1), scénario de Steve Seagle, dessins de Guy Davis, 1995
27. Night of the Butcher (3), scénario de Steve Seagle, dessins de Guy Davis, 1995
29. The Hourman (1), scénario de Steve Seagle, dessins de Guy Davis, 1995
31. The Hourman (3), scénario de Steve Seagle, dessins de Guy Davis, 1995
33. The Python (1), scénario de Steve Seagle, dessins de Warren Pleece, 1995
35. The Python (3), scénario de Steve Seagle, dessins de Warren Pleece, 1996
37. The Mist (1), scénario de Steve Seagle, dessins de Guy Davis, 1996
39. The Mist (3), scénario de Steve Seagle, dessins de Guy Davis, 1996
41. The Phantom of the Fair (1), scénario de Steve Seagle, dessins de Guy Davis, 1996
43. The Phantom of the Fair (3), scénario de Steve Seagle, dessins de Guy Davis, 1996
45. The Blackhawk (1), scénario de Steve Seagle, dessins de Matthew Smith, 1996
47. The Blackhawk (3), scénario de Steve Seagle, dessins de Matthew Smith, 1997
49. The scarlet Ghost (1), scénario de Steve Seagle, dessins de Guy Davis, 1997
51. The scarlet Ghost (3), scénario de Steve Seagle, dessins de Guy Davis, 1997
53. The Crone (1), scénario de Steve Seagle, dessins de Guy Davis, 1997
54. The Crone (2), scénario de Steve Seagle, dessins de Guy Davis, 1997
55. The Crone (3), scénario de Steve Seagle, dessins de Guy Davis, 1997
56. The Crone (4), scénario de Steve Seagle, dessins de Guy Davis, 1997
57. The Cannon (2), scénario de Steve Seagle, dessins de Michael Lark, 1998
58. The Cannon (2), scénario de Steve Seagle, dessins de Michael Lark, 1998
59. The Cannon (3), scénario de Steve Seagle, dessins de Michael Lark, 1998
60. The Cannon (4), scénario de Steve Seagle, dessins de Michael Lark, 1998
61. The City (1), scénario de Steve Seagle, dessins de Guy Davis, 1998
62. The City (2), scénario de Steve Seagle, dessins de Guy Davis, 1998
63. The City (3), scénario de Steve Seagle, dessins de Guy Davis, 1998
64. The City (4), scénario de Steve Seagle, dessins de Guy Davis, 1998
65. The Goblin (1), scénario de Steve Seagle, dessins de Guy Davis, 1998
66. The Goblin (2), scénario de Steve Seagle, dessins de Guy Davis, 1998
67. The Goblin (3), scénario de Steve Seagle, dessins de Guy Davis, 1998
68. The Goblin (4), scénario de Steve Seagle, dessins de Guy Davis, 1998
69. The Hero (1), scénario de Steve Seagle, dessins de Guy Davis, 1999
70. The Hero (The final Act), scénario de Steve Seagle, dessins de Guy Davis, 1999
- Stormwatch, Image Comics

25. #25, scénario de Steve Seagle, dessins de Scott Clark, 1994
- Superman: The 10-cent adventure, scénario de Steve Seagle, dessins de Scott McDaniel, DC Comics, 2003
- Team One: Stormwatch, scénario de Steve Seagle, dessins de Tom Raney, Image Comics

1. Issue one, 1995
2. Issue two, 1995

- The Uncanny X-Men, Marvel Comics

350. Trial & Errors, scénario de Steve Seagle, dessins de Joe Madureira, 1997
351. Hours & Minutes, scénario de Steve Seagle, dessins d'Ed Benes, 1998
352. In Sin Air, scénario de Steve Seagle, dessins de John Cassaday, Terry Dodson et Tommy Lee Edwards, 1998
353. Blackbirds, scénario de Steve Seagle, dessins de Christopher Bachalo, 1998
354. Prehistory, scénario de Steve Seagle, dessins de Christopher Bachalo, 1998
355. North & South, scénario de Steve Seagle, dessins de Christopher Bachalo, 1998
356. Reunion, scénario de Steve Seagle, dessins de Christopher Bachalo, 1998
357. The sky is falling, scénario de Steve Seagle, dessins de Scott Hanna et Dan Norton, 1998
358. Lost in space, scénario de Steve Seagle et Joe Harris (en), dessins de Christopher Bachalo, 1998
359. Power Play, scénario de Steve Seagle et Joe Kelly, dessins de Christopher Bachalo et Ryan Benjamin, 1998
360. Children of the Atom, scénario de Steve Seagle, dessins de Christopher Bachalo, 1998
361. Thieves in the temple, scénario de Steve Seagle, dessins de Steve Skroce, 1998
362. The Hunt for Xavier ! Part 1 : Meltdown, scénario de Steve Seagle, dessins de Christopher Bachalo, 1998
363. The Hunt for Xavier ! Part 3 : When you're unwanted, scénario de Steve Seagle, dessins de Christopher Bachalo, 1999
364. The Hunt for Xavier ! Part 5 : Escape from Alcatraz, scénario de Steve Seagle, dessins de Ralph Macchio, 1999
365. Ghost of X-mas Past, scénario de Steve Seagle, dessins de Ralph MacChio, 1999
- Wetworks, Image Comics

8. Wildstorm rising chapter 7, scénario de Steve Seagle, dessins de Whilce Portacio, 1995